# 彎線項瘤䲁
彎線項瘤䲁（學名：Auchenionchus crinitus），為輻鰭魚綱䲁形目脂䲁科項瘤䲁屬的一個種，分布於東南太平洋智利海域，體長可達18.5公分，棲息在岩石底質海域，雌魚產附著性卵，雄魚會守護卵，幼魚為浮游性，生活習性不明。